# Gordondam

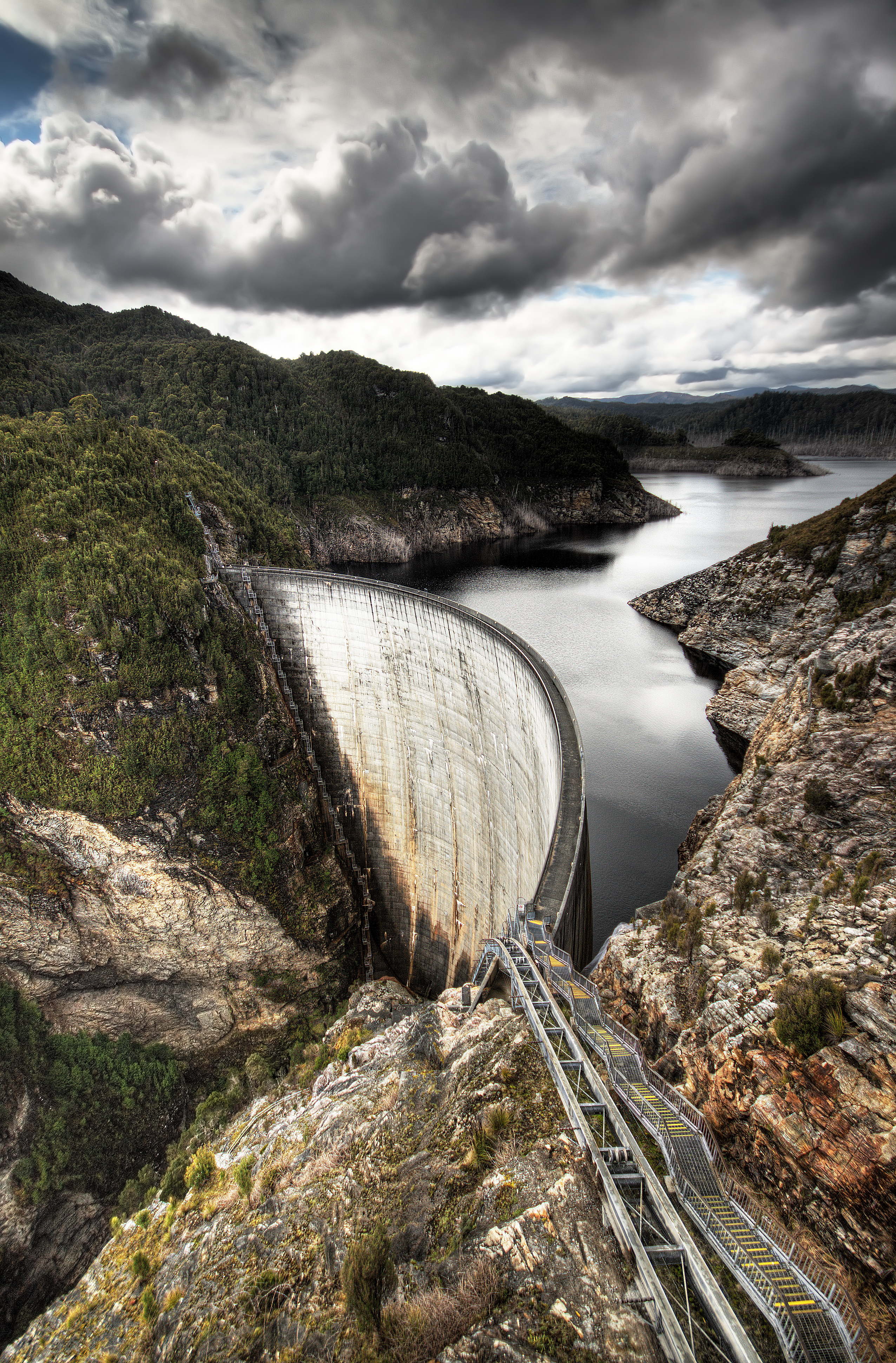
De 140-meter hoge betonnen boog van de Gordondam, gebouwd in 1974

De Gordondam (Engels: Gordon River Dam of Gordon Dam) is een dubbelgekromde boogdam in de rivier de Gordon op het Australische eiland Tasmanië. De dam heeft een hoogte van 140 meter, waarmee het de hoogste van het eiland is en de op vier na hoogste van Australië.
In 1963 verleende de federale overheid van Australië een bedrag van 5 miljoen Australische dollar aan de Hydro-Electric Commission (HEC) van Tasmanië om de Gordon River Road aan te leggen van het dorpje Maydena naar de Gordonrivier in de regio South West Wilderness. Een jaar later werd de weg aangelegd en drie jaar later in 1967 gaf het Tasmaanse parlement de HEC zonder veel tegenwerpingen het groene licht voor de ontwikkeling van het project Gordon River Power Development.
Voor dit project had men aanvankelijk meerdere dammen in gedachten, maar uiteindelijk werd alleen de Gordondam gebouwd en kwam de aangekondigde Franklindam er niet. De dam werd ontworpen onder leiding van hoofdingenieur Sergio Guidici, die later ook nog een aantal andere dammen voor de HEC zou ontwerpen op andere plaatsen.
Door de aanleg van de dam ontstond het Gordonmeer. Het McCarltans Passkanaal werd aangelegd als verbinding met het Peddermeer (dat grotendeels ontstond door de aanleg van de Scotts Peakdam).